# Белополье (исчезнувшее село, Советский район)
Белополье (до 1942 года - Лилиенфельд; нем. Lilienfeld) — исчезнувшее село в Советском районе Саратовской области.
Село находилось в степи, в пределах Сыртовой равнины, являющейся частью Восточно-Европейской равнины, в овраге, на правом берегу реки Большой Караман.

## История
Основано как дочерняя колония Лилиенфельд (также была известна как Ней-Орловское). Основана в 1848 году выходцами из колоний Екатериненштадт, Орловской, Боаро, Эрнестинендорф, Филиппсфельд, Кано, Паульской. Колония относилась к Нидеркараманскому округу Новоузенского уезда Самарской губернии
По состоянию на 1857 года земельный надел - 3645 десятин (на 98 семей). В 1878 году 11 семей выехали в Америку.
По сведениям Самарского губернского статистического комитета за 1910 год в селе Лилиенфельд считалось 280 дворов. Количество надельной земли удобной 5404 десятин, неудобной - 1671 десятин. Село имело лютеранскую церковь, 2 школы, 3 ветряных мельницы.
Село Лилиенфельд относилось к лютеранскому приходу Фрезенталь.
С 1921 года - в составе Антоновского района, с 1922 года Тонкошуровского кантона (в 1927 году переименован в Мариентальский кантон) Трудовой коммуны, с 1923 года АССР немцев Поволжья. В голод 1921 года родились 98 человек, умерли – 121. В 1926 году в селе имелись кооперативная лавка, сельскохозяйственное кредитное товарищество, начальная школа, изба-читальня, сельсовет
28 августа 1941 года был издан Указ Президиума ВС СССР о переселении немцев, проживающих в районах Поволжья, население было депортировано. Село, как и другие населённые пункты Мариентальского кантона, было включено в состав Саратовской области. Впоследствии переименовано в Белополье. Дата упразднения не установлена.

## Население
Динамика численности населения по годам:
| 1850 | 1859 | 1889 | 1897 | 1905 | 1910 | 1920 | 1922 | 1923 | 1926 | 1931 |
| ---- | ---- | ---- | ---- | ---- | ---- | ---- | ---- | ---- | ---- | ---- |
| 239  | 347  | 896  | 913  | 1438 | 1584 | 1423 | 1162 | 1075 | 1186 | 1404 |

В 1931 году немцы составляли 100 % населения села.